# Liste der Kulturdenkmäler in Elz
Die folgende Liste enthält die in der Denkmaltopographie ausgewiesenen Kulturdenkmäler auf dem Gebiet  der Gemeinde Elz, Landkreis Limburg-Weilburg, Hessen.
Hinweis: Die Reihenfolge der Denkmäler in dieser Liste orientiert sich zunächst an Ortsteilen und anschließend der Anschrift, alternativ ist sie auch nach der Bezeichnung, der vom Landesamt für Denkmalpflege vergebenen Nummer oder der Bauzeit sortierbar.
Kulturdenkmäler werden fortlaufend im Denkmalverzeichnis des Landes Hessen durch das Landesamt für Denkmalpflege Hessen auf Basis des Hessischen Denkmalschutzgesetzes (HDSchG) geführt. Die Schutzwürdigkeit eines Kulturdenkmals hängt nicht von der Eintragung in das Denkmalverzeichnis des Landes Hessen oder der Veröffentlichung in der Denkmaltopographie ab.

## Elz
| Bild                     | Bezeichnung                    | Lage                                                                                | Beschreibung                                                 | Bauzeit                | Objekt-Nr. |
| ------------------------ | ------------------------------ | ----------------------------------------------------------------------------------- | ------------------------------------------------------------ | ---------------------- | ---------- |
|                          |                                | Alexanderstraße 1/3 LageFlur: 4, Flurstück: 108/2, 109                              |                                                              | Anfang 18. Jahrhundert | 51036 DDB  |
|                          |                                | Alexanderstraße 2 LageFlur: 4, Flurstück: 110                                       |                                                              | 1678                   | 51037 DDB  |
| Marienkapelle            | Marienkapelle                  | Alexanderstraße 18 LageFlur: 4, Flurstück: 122/2                                    |                                                              | 1934                   | 51038 DDB  |
| Kapelle St. Joseph       | Kapelle St. Joseph             | Alter Straßenberg o. Nr., Alter Straßenberg 23 LageFlur: 23, Flurstück: 69/15, 87/4 |                                                              | 1933                   | 51040 DDB  |
|                          |                                | Alter Straßenberg 1, 3 LageFlur: 2, Flurstück: 27, 31/2                             |                                                              | 1725 bis 1775          | 51039 DDB  |
| Bahnhofsgebäude          | Bahnhofsgebäude                | Bahnhofstraße 15 LageFlur: 24, Flurstück: 147/8                                     |                                                              | 1870                   | 51051 DDB  |
|                          |                                | Freiherr-vom-Stein-Straße 1 LageFlur: 54, Flurstück: 143/1                          |                                                              | Anfang 20. Jahrhundert | 51041 DDB  |
| weitere Bilder           | Denkmalanlage 'Alter Friedhof' | Friedhofstraße o. Nr., Am Ohlenberg LageFlur: 2, 23, Flurstück: 33/2, 373/1         |                                                              | Ende 20. Jahrhundert   | 51043 DDB  |
|                          |                                | Friedrich-Ebert-Straße 2 LageFlur: 2, Flurstück: 28/2                               |                                                              | Anfang 18. Jahrhundert | 51042 DDB  |
| Gesamtanlage             | Gesamtanlage                   | Gesamtanlage Elz Lage                                                               |                                                              | 1725 bis 1775          | 51035 DDB  |
| Johanneskapelle          | Johanneskapelle                | Johanneskapelle o. Nr. LageFlur: 19, Flurstück: 402                                 |                                                              | 1891                   | 51061 DDB  |
| weitere Bilder           | Kurtrierischer Stundenstein    | Kelterbaum o. Nr. LageFlur: 11, Flurstück: 6/5                                      |                                                              |                        | 178213 DDB |
| weitere Bilder           |                                | Lehrgasse 5/7 LageFlur: 4, Flurstück: 18/3, 275/19                                  |                                                              | 1662                   | 51044 DDB  |
|                          |                                | Lehrgasse 8 LageFlur: 2, Flurstück: 70/1                                            |                                                              | Anfang 18. Jahrhundert | 51045 DDB  |
|                          |                                | Oberdorfstraße 7 LageFlur: 5, Flurstück: 51/2                                       |                                                              | 1795 bis 1805          | 51048 DDB  |
|                          |                                | Oberdorfstraße 13 LageFlur: 5, Flurstück: 54/3                                      |                                                              | 1608                   | 51047 DDB  |
|                          |                                | Oberdorfstraße 20 LageFlur: 4, Flurstück: 178                                       |                                                              | Ende 18. Jahrhundert   | 51049 DDB  |
|                          |                                | Oberdorfstraße 43 LageFlur: 2, Flurstück: 147/1                                     |                                                              | 1825 bis 1875          | 51050 DDB  |
| weitere Bilder           | Kath. Pfarrkirche St. Johann   | Pfortenstraße 1 LageFlur: 2, Flurstück: 60/6                                        |                                                              | 1854                   | 51052 DDB  |
| weitere Bilder           | Kath. Pfarrhaus                | Pfortenstraße 3 LageFlur: 2, Flurstück: 326/58                                      |                                                              | 1894                   | 51053 DDB  |
| weitere Bilder           |                                | Pfortenstraße 5/7 LageFlur: 2, Flurstück: 54/3, 56/1                                |                                                              | 1610                   | 51055 DDB  |
|                          |                                | Pfortenstraße 8/10 LageFlur: 1, Flurstück: 49/3, 51/6                               |                                                              | 1595 bis 1605          | 51054 DDB  |
|                          |                                | Pfortenstraße 12, Pfortenstraße LageFlur: 1, Flurstück: 45, 47/3                    |                                                              | 1695 bis 1705          | 51056 DDB  |
|                          |                                | Pfortenstraße 14 LageFlur: 1, Flurstück: 44                                         |                                                              | Ende 18. Jahrhundert   | 51057 DDB  |
| weitere Bilder           | Sog. Gemeinschaftlicher Hof    | Pfortenstraße 19 LageFlur: 2, Flurstück: 37/2                                       |                                                              | 1708                   | 51058 DDB  |
|                          |                                | Rathausstraße 25 LageFlur: 4, Flurstück: 34/5                                       |                                                              | Ende 18. Jahrhundert   | 51059 DDB  |
| Nordflügel des Rathauses | Rathaus                        | Rathausstraße 39 LageFlur: 2, Flurstück: 63/2                                       | Altes Rathausgebäude                                         | 1561                   | 51060 DDB  |
| weitere Bilder           | Fachwerk-Wohnhaus              | Rathausstraße 39 LageFlur: 2, Flurstück: 63/2                                       | südlicher Flügel des Rathauses, auch Stricksine-Haus genannt | Ende 18. Jahrhundert   | 51046 DDB  |
|                          |                                | Rathausstraße 42, 40a LageFlur: 3, Flurstück: 31/1, 32/7                            |                                                              | 1701                   | 51062 DDB  |

## Malmeneich
| Bild                  | Bezeichnung           | Lage                                                             | Beschreibung | Bauzeit                | Objekt-Nr. |
| --------------------- | --------------------- | ---------------------------------------------------------------- | --- | ---------------------- | ---------- |
|                       |                       | Malmeneich, Hohe Straße 7 LageFlur: 1, Flurstück: 72             | Trotz der durch Umbauten veränderten ursprünglichen Fenster sticht dieses kleinformatige Fachwerkhaus durch sein sehr regelmäßiges Fachwerk hervor. Im oberen Stockwerk fallen die ausgeprägten Mannformen auf. Der aus dem 18. Jahrhundert stammende Bau ist giebelständig auf die den Ort prägenden alten Handelsstraße ausgerichtet. | 1725 bis 1775          | 51064 DDB  |
| Kath. Nikolauskapelle | Kath. Nikolauskapelle | Malmeneich, Kapellenstraße o. Nr. LageFlur: 1, Flurstück: 54, 55 | Die Kapelle wurde vermutlich 1213 gebaut und gehörte jahrhundertelang der Pfarrei Hundsangen an. An dem Gebäude lassen sich noch Elemente des romanischen Baustils ausmachen. In der St. Nikolaus geweihten Kapelle existiert eine kleine Glocke auf dem Ton d noch aus dem 15. Jahrhundert. 1953 wurde die Kapelle ausgebaut. Vorher maß die Kirche 10,2 mal 5,9 Meter; sie wurde auf 13,7 mal 5,9 Meter erweitert. Außerdem wurde ein Chor mit den Maßen 5,8 mal 4,7 Meter davor gebaut. 1971 wurde die Kapelle der Pfarrei Elz zugeordnet.                                             | 1213                   | 51063 DDB  |
|                       |                       | Malmeneich, Kapellenstraße 18 LageFlur: 1, Flurstück: 85/2       | Dieses relativ wenig veränderte Haus ist ein typisches Beispiel für ein Wohnhaus der einst den Ort prägenden kleinformatigen Hofreiten. Der zweizonige Bau mit massivem Untergeschoss und oberem Fachwerk-Stockwerk entstand vermutlich am Anfang des 18. Jahrhunderts und weist an zwei Schauseiten dezenten Schmuck mit Feuerböcken und genasten S-Streben auf. Auch die Decke des Erdgeschosses ist in Balkenbauweise mit Lehm-Ausfachung errichtet. Die Kellerdecke ist nur noch teilweise in Holzbalken-Bauweise erhalten. Das Haus verfügt über einen Kriechkeller mit zwei Räumen. | Anfang 18. Jahrhundert | 51066 DDB  |
|                       |                       | Waldstraße 16 LageFlur: 1, Flurstück: 87                         | Dieses älteste weitgehend erhaltene Fachwerkhaus in Malmeneich wird auf das 17. Jahrhundert datiert. Erneuerungsarbeiten haben das Fachwerk im Erdgeschoss jedoch weitgehend zerstört. Darüber ist ein einfach gehaltenes Fachwerk mit dichten Ständern und entsprechend kleinen Gefachen zu erkennen. Außer dem an der Traufseit herausgearbeiteten Profil der Schwelle zum oberen Stockwerk ist kein Bauschmuck vorhanden. Kurz nach dem Jahr 2000 erfolgte eine umfassende Sanierung dieses Baudenkmals.                                                                               | Ende 17. Jahrhundert   | 51067 DDB  |